# Mayeye
Els mayeye, també coneguts com a Macheye, Maheye, Maiece, Maieye, Malleye, Maye, Muleye, Meghey, Maghay i Meghty eren una tribu d'amerindis dels Estats Units de parla tonkawa a l'actual Texas.
Els mayeye vivien a la Rancheria Grande al llarg del riu Brazos a l'actual Texas oriental. En la dècada de 1830 alguns mayeye estaven entre els amerindis que vivien a la Missió de San Antonio de Valero. Almenys alguns dels mayeye en aquest lloc van tornar a la regió del riu Brazos, en contra de la voluntat dels missioners.
Encara que als mayeye batejats no els agradava estar lluny dels parents que no eren a la missió, van veure alguns avantatges en el sistema de missions. Juntament amb els yojuane, ervipiame, deadose i bidai volien una missió espanyola en la seva terra per tenir avantatge contra els lipans en 1745. Els mayeye es trobaven entre el grup més entusiasta i prominent que s'assentà a les missions del riu San Gabriel en 1748.
En 1749 hi havia 63 mayeyes a la missió. Tanmateix, això no eren en absolut tots els mayeyes. El Marques de Rubí va comptar diverses vegades aquesta quantitat de mayeye en la seva gira per Texas en 1766-1768. Quan les missions de la vall de San Gabriel foren abandonades a començaments de la dècada de 1750 alguns dels mayeye havien tornat a la missió de San Antonio de Valero, i hi havia encara gent que s'identificava com a mayeye al lloc fins almenys en la dècada de 1760.
En la dècada de 1770 alguns dels mayeye es traslladaren a la costa i s'uniren als cocos. Cap al 1805 es va informar que hi havia mayeye a la desembocadura del riu Guadalupe, però després d'aquest temps sembla que havien estat absorbits per altres grups tonkawes grups, fusionats amb els karankawes costaners o havien estat hispanitzats a les missions. A. F. Sjoberg suggerí que els mayeye eren els mateix que els yakwals.